# 浦野遥
浦野 遥（うらの はるか、10月4日 - ）は、QVCのショッピングナビゲーター。元日本放送協会 (NHK) の契約キャスター。

## 来歴
東京都板橋区出身。中央大学杉並高等学校、中央大学総合政策学部卒業。関西アナウンススクールの卒業生。
2011年から2014年までNHK宇都宮放送局の契約キャスターを務めた後、同年3月末からNHK新潟放送局に勤務。そして2017年からNHKラジオセンターの制作番組に出演していた。
NHKとの契約の終了後、QVC運営元のQVCジャパンが2020年から行っていたショッピングナビゲーター採用企画「発掘スターナビ」に参加。これに合格し、翌2021年からQVCのショッピングナビゲーターを務めている。ただしQVCジャパンへの入社直後には出産を控え、2022年3月1日に職場復帰するまで産休を取っていた。

## 担当番組

### テレビ番組
- ひるまえほっと（NHK宇都宮放送局） - リポーター[1]
- 新潟ニュース610（NHK新潟放送局） - サブキャスター（隔週出演）
- QVC放送番組 - ショッピングナビゲーター

### ラジオ番組
- とちぎマロニエパーク（NHK宇都宮放送局）[9]
- とちぎ6時です！（NHK宇都宮放送局）[9]
- にいがたゆうどきラジオ（NHK新潟放送局） - パーソナリティ
- NHKけさのニュース（NHKラジオセンター、2017年[6] - ） - サブキャスター